# Vinička oblast
Vinička oblast (ukrajinski: Вінницька область, Vinnyts’ka oblast’,Vinnychchyna) administrativna je oblast koja se nalazi se u zapadnome dijelu središnje Ukrajine na granici s Rumunjskom. Upravno središte oblasti je grad Vinica.

## Zemljopis
Vinička oblast ima ukupnu površinu 26.513 km2 te je 12. oblast po veličini, u njoj živi 1.772.400  stanovnika te je prema broju stanovnika 11. oblast po veličini u Ukrajini. 818.900 (46 %) stanovnika živi u urbanim područjima, dok 953.500 (54 %) stanovnika živi u ruralnim područjima.
Vinička oblast graniči na sjeveru sa Žitomirskom oblasti, na istoku s Kijevskom, Kirovogradskom i Čerkaškom oblast na jugu s Odeškom oblasti i na zapadu s Hmeljničkom i Černovačkom oblasti

## Stanovništvo
Ukrajinci su najbrojniji narod u oblasti i ima ih 1.674.100 što je 94,9 % ukupnoga stanovništva oblasti.
- Ukrajinci: 94,9 %
- Rusi: 3,8 %
- Poljaci: 0,2 %
- Bjelorusi: 0,2 %
- Židovi: 0,2 %
- Moldavci: 0,1 %
- Armenci: 0,1 %
- ostali: 0,3 %

Ukrajinskim jezikom kao materinjim govori 94,8 % stanovništva, dok ruskim jezikom kao materinjim govori 4,7 % stanovništva.

## Administrativna podjela
Vinička oblast dijeli se na 27 rajona i 13 gradova od kojih njih šest ima viši administrativni stupanj, također oblast ima i 29 malih gradova i 1466 naselja.

## Vanjske poveznice
- Službena stranica oblasti

### Ostali projekti
|  | Zajednički poslužitelj ima još gradiva o temi Vinička oblast |